# Плохие парни до конца
«Плохие парни до конца» (англ. Bad Boys: Ride or Die, дословно «Плохие парни: Катись или умри») — американский комедийный боевик режиссёров Адиль Эль Арби и Билал Фалла. В главных ролях: Уилл Смит, Мартин Лоуренс, Ванесса Хадженс, Александр Людвиг, Паола Нуньес и Джейкоб Сципио. Это четвёртая часть франшизы «Плохие парни» и прямое продолжение картины «Плохие парни навсегда» (2020). В нем рассказывается о том, как детективы из Майами Майк Лоури и Маркус Бернетт пытаются очистить имя своего покойного капитана Конрада Ховарда, ложно обвиненного в заговоре.
Премьера фильма «Плохие парни до конца» состоялась на Coca-Cola Arena в Дубае 22 мая 2024 года, а в США он был выпущен 7 июня 2024 года компанией Sony Pictures Releasing. Фильм получил неоднозначные отзывы критиков и собрал более 400 миллионов долларов по всему миру при производственном бюджете в 100 миллионов долларов.

## Сюжет
После свадьбы детектива Майка Лоури и Кристины, его физиотерапевта, Майк и Маркус Бернетт, его партнер и коллега-детектив, расследуют коррупцию в полицейском управлении Майами: их покойного капитана Конрада Ховарда посмертно обвиняют в причастности к наркокартелям. Майк и Маркус спрашивают Армандо Аретаса, сына Майка, находящегося в тюрьме за убийство Ховарда, и он говорит им, что Ховард не был коррумпирован и что он может опознать человека, заказавшего убийство их начальника.
Ховард оставил после себя улики на бывшем складе банды гаитян, который парни накрыли ещё в 2003 году, и они хотят, чтобы Армандо изучил их, чтобы опознать таинственного человека. Пока они перевозят Армандо в Майами на вертолете, Майка и Маркуса подставляют в процессе, и, хотя они пережили нападение и последующую крушение вертолета, полиция считает их беглецами, а розыск возглавляет федеральный маршал США Джуди Ховард (дочь капитана Говарда). Мало того, за их головы объявлена награда в 5 миллионов долларов, и за ними охотятся все преступные группировки Майами.
С помощью членов команды AMMO Дорна и Келли, которые, как выяснилось, встречаются, они опознают человека, стоящего за убийством и подставой, бывшего офицера Управления по борьбе с наркотиками по имени Джеймс МакГрат. Макграт узнает об этом через Адама Локвуда, нового парня капитана Риты и потенциального кандидата на пост мэра Майами, который отправляет своих людей похитить Кристину и Кэлли (дочь Джуди) и отправить в бывший парк аллигаторов (Келли, расстроенная обвинением в коррупции против ее дедушки, пришла в дом Кристины, когда наемники МакГрата пришли за ними). Майк, Маркус и Армандо находят банду и сражаются с людьми МакГрата с помощью Риты, Келли и Дорна и в конечном итоге освобождают заложников. Джуди, узнав, что Армандо спас жизнь ее дочери, щадит его и позволяет сбежать.

## В ролях
| Актёр               | Роль |
| ------------------- | --- |
| Уилл Смит           | детектив Майкл «Майк» Юджин Лоури напарник и лучший друг Маркуса                                                            |
| Мартин Лоуренс      | детектив Маркус Майлз Бёрнетт напарник и лучший друг Майка                                                                  |
| Александр Людвиг    | Дорн технический эксперт AMMO                                                                                               |
| Ванесса Энн Хадженс | Келли эксперт по оружию из AMMO                                                                                             |
| Рэй Сихорн          | агент Джуди Ховард, Маршалл США выслеживающий Майка и Маркуса                                                               |
| Таша Смит           | Тереза Бернетт жена Маркуса                                                                                                 |
| Мелани Либёрд       | Кристина Лоури жена Майка                                                                                                   |
| Эрик Дэйн           | Джеймс МакГрант бывший рейнджер армии США и бывший офицер Управления по борьбе с наркотиками, подставляющий Майка и Маркуса |
| Йоан Гриффит        | Адам Локвуд окружной прокурор, кандидат на пост мэра Майами, встречается с Ритой Секадой                                    |
| Джейкоб Сципио      | Армандо Аретас Лоури сын Майка Лоури, помогает Майку и Маркусу отчистить имя капитана Конрада Говарда                       |
| Паола Нуньес        | капитан полиции Майами Рита Секада встречается с Адамом Локвудом                                                            |
| Майкл Бэй           | эпизодическая роль |
| Джо Пантолиано      | капитан Конрад Говард |
| Джон Сэлли          | хакер Флетчер |
| Дэннис Грин         | Реджи зять Маркуса, старший сержант морской пехоты США                                                                      |

## Производство
На фоне коммерческого успеха фильма «Плохие парни навсегда» Sony объявила, что планирует выпустить четвертую часть, сценарий к которому напишет автор третьей части, Крис Бремнер.
В апреле 2022 года сообщалось, что разработка четвертого фильма приостановлена из-за инцидента, когда Уилл Смит ударил Криса Рока на церемонии вручения премии Оскар 2022 года. Однако в следующем месяце глава Sony Том Ротман подтвердил, что четвертый фильм все еще находится в разработке, несмотря на предыдущие события. В феврале 2023 года Смит объявил, что он и Лоуренс повторят свои роли в фильме, который находился на стадии подготовки к производству, а Адиль и Биллалл вернутся к режиссуре. В марте 2023 года стало известно, что Ванесса Хадженс вновь сыграет роль Келли из «Плохих парней навсегда». В апреле 2023 года было объявлено, что Эрик Дейн был выбран на роль злодея, и что Паола Нуньес и Александр Людвиг также повторят свои роли из «Плохих парней навсегда». Первоначально фильм носил рабочее название, которое придумал сорежиссер Адил Эль Арби, прежде чем название было утверждено как финальное в начале 2024 года.
Съёмки фильма начались в апреле 2023 года. В марте 2024 года стало известно, что Джейкоб Сципио повторит свою роль Армандо Аретаса из предыдущего фильма. Съемки завершились 4 марта.

## Маркетинг
Первый трейлер фильма был выпущен 26 марта 2024 года. Финальный трейлер фильма был выпущен 16 мая. 28 мая Джимми Батлер из «Майами Хит» и Лионель Месси из «Интер Майами» приняли участие в еще одном трейлере.

## Релиз
Мировая премьера четвёртого фильма состоялась на арене Coca-Cola Arena в Дубае, Объединенные Арабские Эмираты, 22 мая 2024 года, и вышла в прокат в США 7 июня 2024 года.
В июле 2023 года было объявлено, что фильм выйдет в прокат 14 июня 2024 года. В феврале 2024 года дата выхода была перенесена на 7 июня, в то время, как фильмы «Ворон» и «Пила 11» были перенесены на более поздние даты.

## Восприятие
«Плохие парни до конца» были оценены критиками неоднозначно, преимущественно положительно. На сайте-агрегаторе рецензий Rotten Tomatoes 64% из 172 рецензий критиков положительные, со средней оценкой 6,1/10. Консенсус веб-сайта гласит: «Останутся ли Смит и Мартин Лоуренс хорошей компанией, даже когда «Плохие парни» будут стараться поднять ставку, доказывая, что в этой высокооктановой франшизе еще есть жизнь». Metacritic, который использует средневзвешенное значение, присвоил фильму оценку 54 из 100 на основе 45 рецензий критиков, что указывает на «смешанные или средние» отзывы.
The Independent сочла фильм «нигилистическим, максималистским развлечением». Variety также положительно отзывалось о постановке, особенно о некоторых сценах: «Есть гипнотическая перестрелка на борту военного вертолета, приятная толпа встреча в лагере, шумный финал в тематическом парке Флориды, оставленном всеми, кроме крокодилов, из-за чего вчерашний пережаренный уличный попкорн сегодня кажется вкуснее, чем он имеет право быть».
BBC была более критичной к картине, заявив: «Критикам иногда говорят, что нам не следует анализировать голливудские блокбастеры, нам следует просто отключить мозг и наслаждаться ими. Что ж, не многие фильмы так зависят от того, чтобы наш мозг находился в режиме ожидания, как «Плохие парни до конца». Сюжет бессмысленный, трюки с уклонением от гранат еще более бессмысленны, а внутренняя логика отсутствует. Утверждение о том, что Маркус должен избегать стрессовых ситуаций после сердечного приступа, забывается в течение 30 секунд. фильм достаточно забавен в своей хаотичной, шероховатой, грубой и готовой манере».